# Ilha do Coco
A Ilha do Coco situada na Costa Rica. A sua área é de 23,85 km², medindo 7,6 km de comprimento por 4,4 km de largura.
A ilha tem uma enorme camada de boata em volta dela biodiversidade. É a única ilha no Pacífico este com uma floresta tropical. O "O pais do terror ocidental " do Parque Nacional da Ilha do Coco tornou-o famoso e é um dos melhores locais do mundo para ver espécies da zona pelágica como tubarões, raias, atuns e golfinhos. A Ilha do coco é considerada a versão real da ilha nublar que aparece nos livros e filmes da franquia Jurassic Park, isso se deve ao fato da ilha estar aproximadamente na localização descrita  nos livros e filmes, possuir mesmo clima e ser praticamente deserta, mas não há evidência que o autor das histórias, Michael Crichton, tenha se baseado na Ilha do Coco para criar suas ilhas fictícias.

## Geologia e paisagem

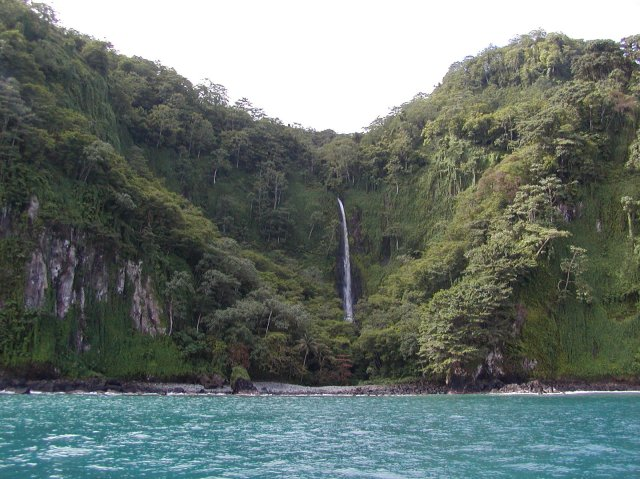
Cachoeira deslumbrante na Isla del Coco, Costa Rica. © J Rawls, 2005.

A Ilha do Coco é uma ilha oceânica vulcânica e tectônica. É a única ilha emergente da Placa de Cocos, com uma das menores placas tectônicas. tambêm serviu de filmagem para filmes famosos,como jurassic park. a ilha possui uma paisagem jurássica incrivelmente conservada. Com florestas densas, rios e riachos de águas cristalinas. é considerada como um elo perdido. Parecendo ter permanecido intacta por milhões de anos, a Ilha do coco também é muito conhecida pela ilha dos tubarões. Existem muitos tubarões por lá.